# Sonja Watzka

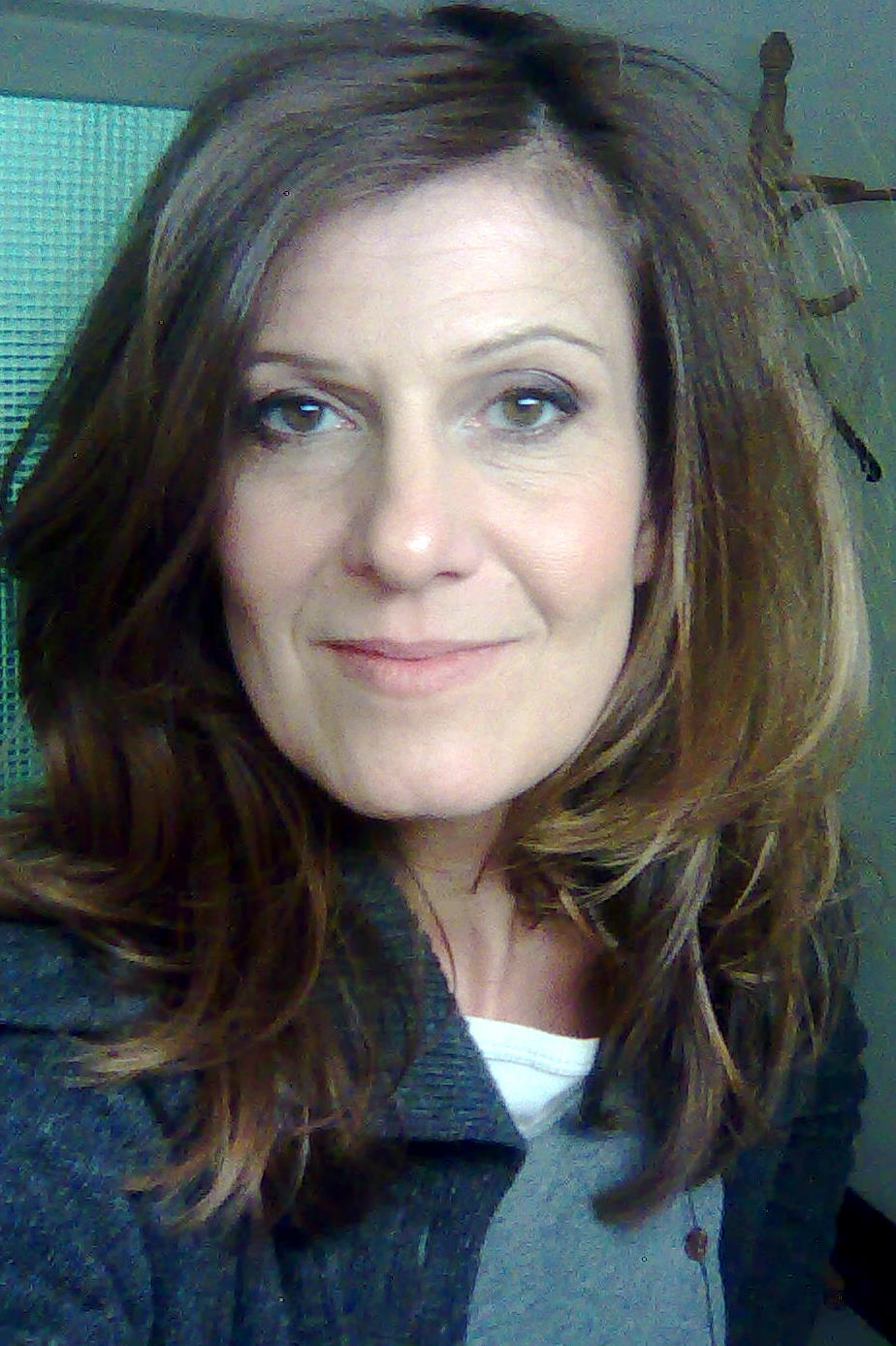
Sonja Watzka (2011)

Sonja Watzka (* in Innsbruck) ist eine österreichische Hörfunkmoderatorin, Sprecherin, Schauspielerin und Medientrainerin. 

## Leben
Das Schauspielstudium beendete sie 1991 mit Diplom in Wien. Sie absolvierte eine Ausbildung im Landestheater Innsbruck, und in der Schauspielschule Krauss Wien. Ihre journalistische Karriere begann 1994 beim Privatradio (Radio CD) als Nachrichtenredakteurin, Moderatorin der Morgensendung,  Beitragsgestalterin, Jingle-Produzentin.
Ihre Mitarbeit beim Hitradio Ö3 begann 1996 nach einem Kurzengagement beim ORF-Fernsehen. Sie wurde in verschiedenen Funktionen eingesetzt, war langjährige Redakteurin der Ö3-Wortredaktion, Mitarbeiterin der Programmgestaltung, Ö3-Weckerchefin, Projektleiterin und moderierte die Ö3-Sendung „Sonja am Wochenende“.
Nach zwölf Jahren bei Ö3 wechselte sie 2008 zum Klassiksender Ö1.
Nach drei Jahren als Autorin und Gestalterin bei „Moment - Leben Heute“, moderiert sie seit Sommer 2011 „Guten Morgen Österreich“, schreibt eine Kolumne mit dem Titel „Komponisten wie du und ich“ und ist außerdem auch Programmsprecherin bei Ö1.